# بونكوبون

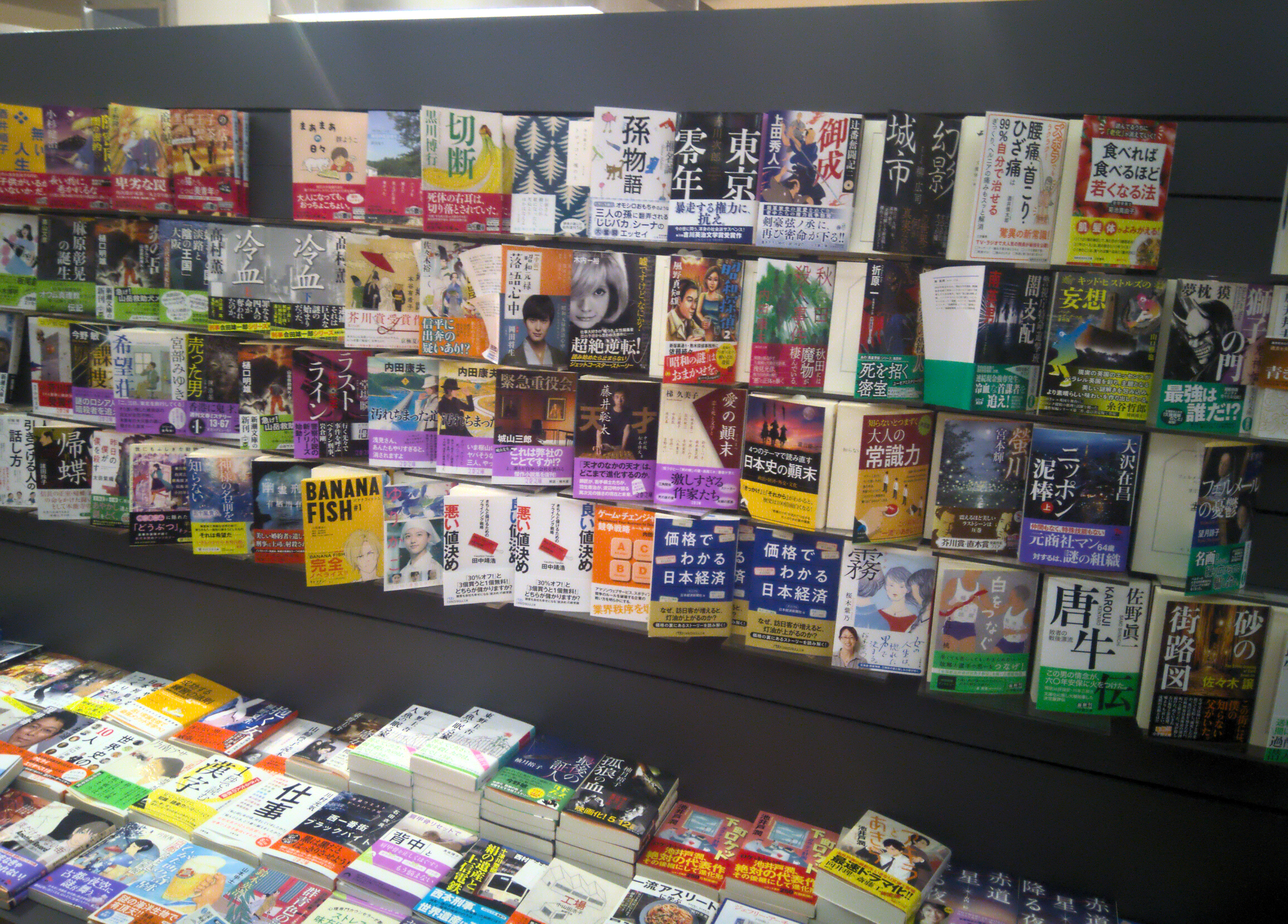

في اليابان، البونكوبون (文庫本 Bunkobon)، هو كتاب بحجم كتاب جيب صغير، مصمم ليكون بسعر معقول وقابل للنقل.
الأغلبية الكبرى من البونكوبون حجمها A6 (105 × 148 مم أو 4.1"×5.8"). تُرسم في بعض الأحيان و(مثل كتب الجيب اليابانية الأخرى) عادة يكون لها قميص غلاف الكتاب على غلاف عادي.
تُستعمل البونكوبون لأهداف مشابهة في كتب الجيب للسوق الشامل: عامة من أجل الطبعات الأرخص للكتب التي نشرت بالفعل بأغلفة مقواة. لكنها عادة تُطبع على ورق متين ومقيدة بشكل دائم, وبعض الأعمال تُنشر في البداية في صيغة بونكوبون.